# Gőgös Ignác
Gőgös Ignác, álnevén Gegus (Tamási, 1893. május 25. – Tamási, 1929. július 30.) asztalos, pártmunkás.

## Élete
Gőgös János és Kelemen Apollónia fia, római katolikus vallású. 1913-ban került kapcsolatba a szocialista eszmékkel Kaposváron. Az első világháború idején behívták, 1915-ben orosz hadifogságba került. 1918 tavaszán mint a taganrogi hadifoglyok megbízottja vett részt a moszkvai konferencián, majd a Vörös Gárda tagjaként több éven át harcolt az intervenciós csapatok, illetve a fehérek ellen. 1921-ben a magyar kommunista párt megbízásából tért vissza Magyarországra, belépett a szociáldemokrata pártba, és Őry Károllyal, illetve Hámán Katóval együtt szervezte az illegális kommunista pártot legális szociáldemokrata intézményekben. A Magyarországi Szocialista Munkáspártban vezetőségi tag volt, az illegális KMP 1925 augusztusi kongresszusán pedig bekerült a KB-ba, ám a következő hónapban letartóztatták és az első Rákosi-perben 3 év 6 hónap börtönre ítélték. Itt először tüdőgyulladást, majd tüdővészt kapott, s szabadulását követően nem sokkal meghalt.

## Emlékezete
1950. augusztus 31. és 1989. augusztus 31. között nevét viselte a Dombóvári Illyés Gyula Gimnázium. Ugyancsak az ő nevét viselte 1953 és 1992 között Budapest XV. kerületében, Pestújhelyen a mai Árvavár utca.

### Levéltári anyagok
- HU BFL - VII.18.d - 05/0406 - 1925
- HU BFL - VII.5.c - 14056 - 1925
- HU BFL - VII.5.c - 7682 - 1925
- HU BFL - VII.18.d - 05/0402 - 1925
- HU BFL - VII.18.d - 05/0846 - 1925
- HU BFL - VII.18.d - 03/0275 - 1925
- HU BFL - VII.101.c - fegyenc.I - 8542

### Lexikonok
- R. Gilicz Márta: Ifjúságunk példaképei. Válogatott bibliográfia a magyar munkásmozgalom nagy harcosairól. Bp., Fővárosi Szabó Ervin Könyvtár, 1965.
- Révai Új Lexikona. Főszerk. Kollega Tarsoly István. Szekszárd, Babits, 1996-.
- Somogyi életrajzi kislexikon. Összeáll. Hódossy Ferencné, Hajdó Lászlóné. 2. bőv. kiad. Kaposvár, Somogy Megyei Levéltár-Somogy Megyei Pedagógiai Intézet, 1981.
- Új magyar életrajzi lexikon. Főszerk. Markó László. Bp., Magyar Könyvklub.
- A szabadság vértanúi. Bp., 1960.
- A szocialista forradalomért: A magyar forradalmi munkásmozgalom kiemelkedő harcosai. Szerk. Bakó Ágnes. Budapest: Kossuth Könyvkiadó. 1975.  ISBN 9630902435
- Munkásmozgalom-történeti lexikon. Szerkesztette Vass Henrik – Bassa Endre – Kabos Ernő. Budapest: Kossuth Könyvkiadó. 1972.

### Egyéb
- G. I.-ról (Szabad Nép, 1949. július 30.)
- Vas Zoltán: Viszontagságos életem. Budapest, 1980, Magvető Könyvkiadó.
- Budapest munkásmozgalma 1919-1945. Bibliográfia. Budapest, 1965.